# Relaciones Santa Sede-Yugoslavia
Las relaciones Santa Sede-Yugoslavia fueron las relaciones diplomáticas entre la Santa Sede y la República Federativa Socialista de Yugoslavia. Yugoslavia era el único estado socialista de Europa Oriental con el que la Sede Apostólica tenía relaciones diplomáticas oficiales. A pesar de los desacuerdos sobre los problemas internos de Yugoslavia (que llevaron al cese temporal de relaciones en 1952) se establecieron relaciones estrechas en el contexto de un entendimiento cercano internacional sobre sus respectivas políticas del Sur Global y la confrontación de los enormes desafíos de países en desarrollo.

## Historia

### Reino de Yugoslavia
Antes de la creación de Yugoslavia, la Santa Sede firmó su concordato con el Reino de Serbia en 1914, justo antes del comienzo de la Primera Guerra Mundial. Las relaciones diplomáticas regulares entre la Santa Sede y el Reino de los serbios, croatas y eslovenos se establecieron en 1920. En el momento del censo de 1921, el 39% de los ciudadanos yugoslavos se declararon católicos, que era la segunda confesión más importante. justo detrás del 48% de los ortodoxos. El nuevo reino tenía la intención de firmar un nuevo concordato con la Santa Sede con el apoyo de los líderes étnicos croatas. Sin embargo, Stjepan Radić se opuso a la idea ya que acusó al Papa de apoyar el irredentismo italiano y defendió la idea de una Iglesia católica croata independiente. Después del asesinato del rey Alejandro I de Yugoslavia en Francia en 1934, Yugoslavia y la Santa Sede firmaron el nuevo concordato en 1935. La Iglesia ortodoxa serbia acusó al estado de otorgar privilegios a los católicos que no disfrutaba ninguna otra denominación. Por lo tanto, la Iglesia ortodoxa inició actividades para presionar la retirada del acuerdo en el que advertía a los miembros ortodoxos del Parlamento de Yugoslavia.votar en contra del concordato. El patriarca serbio Varnava murió el día de la ratificación del concordato en 1937, lo que provocó una mayor crisis política y la retirada yugoslava del acuerdo ese mismo año.

### Segunda Guerra Mundial y los años inmediatos de la posguerra
Relaciones Iglesia Católica-Ustacha en el Estado Independiente de Croacia (NDH), un estado títere nazi creado en el territorio del Eje - ocupada Yugoslavia causó gran controversia y dio lugar a represalias posteriores a la guerra. Las nuevas autoridades prohibieron la enseñanza del catecismo en las escuelas públicas, expropiaron grandes propiedades de la iglesia y proscribieron parte de la prensa religiosa que se percibía como una violación de las libertades religiosas.  La Santa Sede condenó las políticas yugoslavas y, en particular, el manejo yugoslavo del caso de Aloysius Stepinac . Cuando en 1952 Aloysius Stepinac fue declarado cardenal de la Arquidiócesis de Zagreb, Yugoslavia decidió cancelar sus relaciones con la Santa Sede.

### República Federativa Socialista de Yugoslavia
En 1967 Yugoslavia normalizó sus relaciones con la Santa Sede y el Papa Pablo VI, junto con el presidente de Yugoslavia, Josip Broz Tito, trabajaron juntos para lograr la paz en Vietnam. En marzo de 1971, el presidente Tito visitó la Santa Sede y el Papa Pablo VI, convirtiéndose así en el primer líder de una república socialista en venir a la Santa Sede en visita oficial. Diario de la Santa Sede L'Osservatore Romano dirigió unas palabras de bienvenida al Presidente en su portada con las palabras "Saludos Presidente Tito". Según el diplomático croata y analista |2.º Vjekoslav Cvrlje, que se desempeñó como primer embajador de Yugoslavia ante la Santa Sede, el Papa prestó especial atención al presidente Tito. Cuando Tito llegó al aeropuerto de Ciampino , fue recibido por el cardenal Giovanni Benelli y muchos otros altos funcionarios de la Santa Sede.
En 1977, el Papa Pablo VI, refiriéndose al papel de Yugoslavia en el Movimiento de Países No Alineados , expresó su aprecio por la actividad de Yugoslavia en la búsqueda de una mejor cooperación entre las naciones, particularmente en cuestiones relativas a la paz, el desarme y el apoyo debido a los países en desarrollo. El secretario del Consejo de Asuntos Públicos de la Iglesia, Achille Silvestrini, encabezó la delegación de la Santa Sede en el funeral de estado de Josip Broz Tito en 1980.

### Desintegración de Yugoslavia
La Santa Sede, dirigida por el Papa Juan Pablo II , jugó un papel destacado en el proceso que condujo al reconocimiento de la independencia de la República Constituyente Yugoslava de Croacia y Eslovenia y otorgó su reconocimiento formal el 13 de enero de 1992 (intención ya anunciada el 20 de diciembre de 1991), dos días antes del reconocimiento por parte de los Estados miembros de la Comunidad Económica Europea.